# Viva Technology
Viva Technology, czyli VivaTech, to coroczne spotkanie poświęcone innowacjom technologicznym i startupom założone w 2016 roku. Odbywa się corocznie w Paris Expo Porte de Versailles w Paryżu we Francji i jest organizowane przez grupy Les Échos i Publicis. Trzy dni VivaTech skierowane są wyłącznie do start-upów, inwestorów, menedżerów, studentów i pracowników naukowych. Czwartego dnia wydarzenie otwiera się dla szerokiej publiczności.
Edycja 2023 osiągnęła rekord, przyciągając przez cały czas trwania wydarzenia ponad 150 000 zwiedzających, o prawie 60 000 więcej niż poprzednia edycja. Oznacza to, że w 2023 roku liczba odwiedzających Viva Tech przewyższy liczbę odwiedzających targi CES, które co roku odbywają się w Las Vegas, w dziedzinie nowych technologii.